# Élections cantonales de 1992 dans le Jura
Les élections cantonales ont eu lieu les 22 et 29 mars 1992.
Lors de ces élections, 17 des 34 cantons du Jura ont été renouvelés. Elles ont vu l'élection de la majorité RPR dirigée par André Jourdain, succédant à Lucien Guichard, président du conseil général depuis 1989.

## Résultats à l’échelle du département
Répartition départementale des résultats (2e tour).
- PS (17,29 %)
- Majorité (19,42 %)
- Verts (7,41 %)
- RPR (26,18 %)
- UDF (16,36 %)
- DVD (13,34 %)

| Étiquette      | Étiquette                          | Premier tour | Premier tour | Second tour | Second tour | Sièges |
| Étiquette      | Étiquette                          | Voix         | %            | Voix        | %           | Sièges |
| -------------- | ---------------------------------- | ------------ | ------------ | ----------- | ----------- | ------ |
|                | Parti socialiste                   | 6 756        | 12,91        | 6 376       | 17,29       | 1      |
|                | Majorité présidentielle            | 5 090        | 9,73         | 7 160       | 19,42       | 2      |
|                | Parti communiste français          | 3 583        | 6,85         |             |             |        |
|                | Parti radical de gauche            | 411          | 0,79         |             |             |        |
|                | Extrême gauche                     | 109          | 0,21         |             |             |        |
| Gauche         | Gauche                             | 15 949       | 30,49        | 13 536      | 36,71       | 3      |
|                |                                    |              |              |             |             |        |
|                | Rassemblement pour la République   | 9 372        | 17,92        | 9 655       | 26,18       | 6      |
|                | Union pour la démocratie française | 8 859        | 16,93        | 6 032       | 16,36       | 4      |
|                | Divers droite                      | 8 854        | 16,93        | 4 920       | 13,34       | 4      |
|                | Front national                     | 5 011        | 9,58         |             |             |        |
| Droite         | Droite                             | 32 096       | 61,36        | 20 607      | 55,88       | 14     |
|                |                                    |              |              |             |             |        |
|                | Génération écologie                | 2 141        | 4,09         |             |             |        |
|                | Les Verts                          | 2 126        | 4,06         | 2 733       | 7,41        | 0      |
| Écologistes    | Écologistes                        | 4 267        | 8,15         | 2 733       | 7,41        | 0      |
|                |                                    |              |              |             |             |        |
| Inscrits       | Inscrits                           | 78 119       | 100,00       | 62 058      | 100,00      |        |
| Abstention     | Abstention                         | 22 289       | 28,53        | 22 014      | 35,47       |        |
| Votants        | Votants                            | 55 830       | 71,47        | 40 044      | 64,53       |        |
| Blancs et nuls | Blancs et nuls                     | 3 518        | 6,30         | 3 168       | 7,91        |        |
| Exprimés       | Exprimés                           | 52 312       | 93,70        | 36 876      | 92,09       |        |

## Résultats par canton

### Canton d'Arbois
| Candidats      | Candidats        | Étiquette      | Premier tour | Premier tour |
| Candidats      | Candidats        | Étiquette      | Voix         | %            |
| -------------- | ---------------- | -------------- | ------------ | ------------ |
|                | Gabriel Marmier* | UDF            | 1 681        | 50,07        |
|                | Alain Lornet     | PS             | 937          | 27,91        |
|                | Marianne Meunier | PCF            | 407          | 12,12        |
|                | Patrice Sage     | FN             | 332          | 9,89         |
|                |                  |                |              |              |
| Inscrits       | Inscrits         | Inscrits       | 4 767        | 100,00       |
| Abstention     | Abstention       | Abstention     | 1 095        | 22,97        |
| Votants        | Votants          | Votants        | 3 672        | 77,03        |
| Blancs et nuls | Blancs et nuls   | Blancs et nuls | 315          | 8,58         |
| Exprimés       | Exprimés         | Exprimés       | 3 357        | 91,42        |

### Canton d'Arinthod
| Candidats      | Candidats      | Étiquette      | Premier tour | Premier tour | Second tour | Second tour |
| Candidats      | Candidats      | Étiquette      | Voix         | %            | Voix        | %           |
| -------------- | -------------- | -------------- | ------------ | ------------ | ----------- | ----------- |
|                | Gilles Carnet  | RPR            | 814          | 39,17        | 1 231       | 61,37       |
|                | André Lamard   | PS             | 477          | 22,95        | 775         | 38,63       |
|                | Robert Turlan  | PCF            | 185          | 8,90         |             |             |
|                | Claude Guy     | DVD            | 182          | 8,76         |             |             |
|                | Guy Fuinel     | UDF            | 178          | 8,57         |             |             |
|                | Régis Galbrun  | FN             | 133          | 6,40         |             |             |
|                | Raoul Chavet   | EXG            | 109          | 5,25         |             |             |
|                |                |                |              |              |             |             |
| Inscrits       | Inscrits       | Inscrits       | 2 952        | 100,00       | 2 952       | 100,00      |
| Abstention     | Abstention     | Abstention     | 813          | 27,54        | 838         | 28,39       |
| Votants        | Votants        | Votants        | 2 139        | 72,46        | 2 114       | 71,61       |
| Blancs et nuls | Blancs et nuls | Blancs et nuls | 61           | 2,85         | 108         | 5,11        |
| Exprimés       | Exprimés       | Exprimés       | 2 078        | 97,15        | 2 006       | 94,89       |

### Canton de Beaufort
| Candidats      | Candidats            | Étiquette      | Premier tour | Premier tour | Second tour | Second tour |
| Candidats      | Candidats            | Étiquette      | Voix         | %            | Voix        | %           |
| -------------- | -------------------- | -------------- | ------------ | ------------ | ----------- | ----------- |
|                | Roger Boudet         | RPR            | 1 131        | 37,88        | 1 589       | 56,47       |
|                | Christian Picaud     | UDF            | 684          | 22,91        | Retrait     | Retrait     |
|                | Roger Guillot        | PS             | 662          | 22,17        | 1 225       | 43,53       |
|                | Jean-Noël Mouligneau | PCF            | 283          | 9,48         |             |             |
|                | Christian Gros       | FN             | 226          | 7,57         |             |             |
|                |                      |                |              |              |             |             |
| Inscrits       | Inscrits             | Inscrits       | 4 499        | 100,00       | 4 498       | 100,00      |
| Abstention     | Abstention           | Abstention     | 1 261        | 28,03        | 1 512       | 33,61       |
| Votants        | Votants              | Votants        | 3 238        | 71,97        | 2 986       | 66,39       |
| Blancs et nuls | Blancs et nuls       | Blancs et nuls | 252          | 7,78         | 172         | 5,76        |
| Exprimés       | Exprimés             | Exprimés       | 2 986        | 92,22        | 2 814       | 94,24       |

### Canton des Bouchoux
| Candidats      | Candidats             | Étiquette      | Premier tour | Premier tour | Second tour | Second tour |
| Candidats      | Candidats             | Étiquette      | Voix         | %            | Voix        | %           |
| -------------- | --------------------- | -------------- | ------------ | ------------ | ----------- | ----------- |
|                | Marcel Odobel*        | RPR            | 615          | 45,59        | 700         | 50,11       |
|                | Jean-Pierre Ackermann | PS             | 578          | 42,85        | 697         | 49,89       |
|                | Corinne Banos         | Verts          | 63           | 4,67         |             |             |
|                | Andre Penez           | FN             | 57           | 4,23         |             |             |
|                | Jean Masson           | PCF            | 36           | 2,67         |             |             |
|                |                       |                |              |              |             |             |
| Inscrits       | Inscrits              | Inscrits       | 1 817        | 100,00       | 1 817       | 100,00      |
| Abstention     | Abstention            | Abstention     | 407          | 22,40        | 389         | 21,41       |
| Votants        | Votants               | Votants        | 1 410        | 77,60        | 1 428       | 78,59       |
| Blancs et nuls | Blancs et nuls        | Blancs et nuls | 61           | 4,33         | 31          | 2,17        |
| Exprimés       | Exprimés              | Exprimés       | 1 349        | 95,67        | 1 397       | 97,83       |

*sortant

### Canton de Chemin
| Candidats      | Candidats          | Étiquette      | Premier tour | Premier tour | Second tour | Second tour |
| Candidats      | Candidats          | Étiquette      | Voix         | %            | Voix        | %           |
| -------------- | ------------------ | -------------- | ------------ | ------------ | ----------- | ----------- |
|                | André Vauchez      | PS             | 1 364        | 26,27        | 1 969       | 39,90       |
|                | Charles Pechinot   | DVD            | 1 059        | 20,39        | 1 920       | 38,91       |
|                | René Berthod       | PS             | 842          | 16,21        | 1 046       | 21,20       |
|                | Gabriel Gaudillier | UDF            | 770          | 14,83        |             |             |
|                | Gérard Cretin      | FN             | 420          | 8,09         |             |             |
|                | Pascal Blain       | Verts          | 450          | 8,67         |             |             |
|                | Raymond Genelot    | PCF            | 288          | 5,55         |             |             |
|                |                    |                |              |              |             |             |
| Inscrits       | Inscrits           | Inscrits       | 7 312        | 100,00       | 7 311       | 100,00      |
| Abstention     | Abstention         | Abstention     | 1 826        | 24,97        | 2 099       | 28,71       |
| Votants        | Votants            | Votants        | 5 486        | 75,03        | 5 212       | 71,29       |
| Blancs et nuls | Blancs et nuls     | Blancs et nuls | 293          | 5,34         | 277         | 5,31        |
| Exprimés       | Exprimés           | Exprimés       | 5 193        | 94,66        | 4 935       | 94,69       |

### Canton de Clairvaux-les-Lacs
| Candidats      | Candidats         | Étiquette      | Premier tour | Premier tour |
| Candidats      | Candidats         | Étiquette      | Voix         | %            |
| -------------- | ----------------- | -------------- | ------------ | ------------ |
|                | Gérard Bailly*    | RPR            | 1 916        | 75,02        |
|                | Guy Devenat       | PS             | 407          | 15,94        |
|                | Francoise Barbosa | FN             | 125          | 4,89         |
|                | Rene Gambade      | PCF            | 106          | 4,15         |
|                |                   |                |              |              |
| Inscrits       | Inscrits          | Inscrits       | 3 622        | 100,00       |
| Abstention     | Abstention        | Abstention     | 897          | 24,77        |
| Votants        | Votants           | Votants        | 2 725        | 75,23        |
| Blancs et nuls | Blancs et nuls    | Blancs et nuls | 171          | 6,28         |
| Exprimés       | Exprimés          | Exprimés       | 2 554        | 93,72        |

*sortant

### Canton de Dampierre
| Candidats      | Candidats         | Étiquette      | Premier tour | Premier tour | Second tour | Second tour |
| Candidats      | Candidats         | Étiquette      | Voix         | %            | Voix        | %           |
| -------------- | ----------------- | -------------- | ------------ | ------------ | ----------- | ----------- |
|                | Jean-Paul Giraud* | RPR            | 1 049        | 37,50        | 1 275       | 45,88       |
|                | Denis Jeunet      | PS             | 1 019        | 36,43        | 1 504       | 54,12       |
|                | Luc Bejean        | FN             | 293          | 10,48        |             |             |
|                | Christian Tarriet | PS             | 266          | 9,51         |             |             |
|                | Daniel Bourgeois  | PCF            | 170          | 6,08         |             |             |
|                |                   |                |              |              |             |             |
| Inscrits       | Inscrits          | Inscrits       | 3 965        | 100,00       | 3 964       | 100,00      |
| Abstention     | Abstention        | Abstention     | 998          | 25,17        | 1055        | 26,61       |
| Votants        | Votants           | Votants        | 2 967        | 74,83        | 2 909       | 73,39       |
| Blancs et nuls | Blancs et nuls    | Blancs et nuls | 170          | 5,73         | 130         | 4,47        |
| Exprimés       | Exprimés          | Exprimés       | 2 797        | 94,27        | 2 779       | 95,53       |

*sortant

### Canton de Dole-Nord-Est
| Candidats      | Candidats            | Étiquette      | Premier tour | Premier tour | Second tour | Second tour |
| Candidats      | Candidats            | Étiquette      | Voix         | %            | Voix        | %           |
| -------------- | -------------------- | -------------- | ------------ | ------------ | ----------- | ----------- |
|                | Pierre Talagrand*    | UDF            | 3 124        | 38,47        | 3 963       | 59,18       |
|                | Alain Caritey        | Verts          | 968          | 11,92        | 2 733       | 40,82       |
|                | Jean-Etienne Normand | FN             | 967          | 11,91        |             |             |
|                | Max Accart           | PS             | 927          | 11,41        |             |             |
|                | Jean Bordat          | GE             | 886          | 10,91        |             |             |
|                | Philippe Genestier   | PCF            | 838          | 10,32        |             |             |
|                | Jacques Sussot       | PRG            | 411          | 5,06         |             |             |
|                |                      |                |              |              |             |             |
| Inscrits       | Inscrits             | Inscrits       | 12 427       | 100,00       | 12 427      | 100,00      |
| Abstention     | Abstention           | Abstention     | 3 780        | 30,42        | 5 024       | 40,43       |
| Votants        | Votants              | Votants        | 8 647        | 69,58        | 7 403       | 59,57       |
| Blancs et nuls | Blancs et nuls       | Blancs et nuls | 526          | 6,08         | 707         | 9,55        |
| Exprimés       | Exprimés             | Exprimés       | 8 121        | 93,92        | 6 696       | 90,45       |

*sortant

### Canton de Lons-le-Saunier-Nord
| Candidats      | Candidats        | Étiquette      | Premier tour | Premier tour | Second tour | Second tour |
| Candidats      | Candidats        | Étiquette      | Voix         | %            | Voix        | %           |
| -------------- | ---------------- | -------------- | ------------ | ------------ | ----------- | ----------- |
|                | Rene Feit*       | DVD            | 1 304        | 20,41        | 3 000       | 59,06       |
|                | Christophe Perny | PS             | 939          | 14,70        | 2 080       | 40,94       |
|                | Bernard Legrand  | UDF            | 900          | 14,09        |             |             |
|                | Michel Roy       | DVD            | 885          | 13,85        |             |             |
|                | Claude Pouessel  | GE             | 773          | 12,10        |             |             |
|                | Frédéric Meynier | FN             | 628          | 9,83         |             |             |
|                | Jean Lebrat      | DVD            | 594          | 9,30         |             |             |
|                | Claude Gaffiot   | PCF            | 365          | 5,71         |             |             |
|                |                  |                |              |              |             |             |
| Inscrits       | Inscrits         | Inscrits       | 9 951        | 100,00       | 9 949       | 100,00      |
| Abstention     | Abstention       | Abstention     | 3 144        | 31,59        | 4 250       | 42,72       |
| Votants        | Votants          | Votants        | 6 807        | 68,41        | 5 699       | 57,28       |
| Blancs et nuls | Blancs et nuls   | Blancs et nuls | 419          | 6,16         | 619         | 10,86       |
| Exprimés       | Exprimés         | Exprimés       | 6 388        | 93,84        | 5 080       | 89,14       |

*sortant

### Canton de Moirans-en-Montagne
| Candidats      | Candidats       | Étiquette      | Premier tour | Premier tour |
| Candidats      | Candidats       | Étiquette      | Voix         | %            |
| -------------- | --------------- | -------------- | ------------ | ------------ |
|                | Jean Burdeyron* | DVD            | 1 827        | 78,99        |
|                | Raphaelle Penez | FN             | 304          | 13,14        |
|                | Patrick Simon   | PCF            | 182          | 7,87         |
|                |                 |                |              |              |
| Inscrits       | Inscrits        | Inscrits       | 3 614        | 100,00       |
| Abstention     | Abstention      | Abstention     | 1 057        | 29,25        |
| Votants        | Votants         | Votants        | 2 557        | 70,75        |
| Blancs et nuls | Blancs et nuls  | Blancs et nuls | 244          | 9,54         |
| Exprimés       | Exprimés        | Exprimés       | 2 313        | 90,46        |

*sortant

### Canton de Montbarrey
| Candidats      | Candidats        | Étiquette      | Premier tour | Premier tour | Second tour | Second tour |
| Candidats      | Candidats        | Étiquette      | Voix         | %            | Voix        | %           |
| -------------- | ---------------- | -------------- | ------------ | ------------ | ----------- | ----------- |
|                | Nelly Poncet*    | RPR            | 1 030        | 42,25        | 1 302       | 52,00       |
|                | Alain Bigueur    | PS             | 709          | 29,08        | 1 202       | 48,00       |
|                | Marc Mignot      | PS             | 324          | 13,29        |             |             |
|                | Denis Goichot    | PCF            | 250          | 10,25        |             |             |
|                | Dominique Simons | FN             | 125          | 5,13         |             |             |
|                |                  |                |              |              |             |             |
| Inscrits       | Inscrits         | Inscrits       | 3 255        | 100,00       | 3 255       | 100,00      |
| Abstention     | Abstention       | Abstention     | 700          | 21,51        | 618         | 18,99       |
| Votants        | Votants          | Votants        | 2 555        | 78,49        | 2 637       | 81,01       |
| Blancs et nuls | Blancs et nuls   | Blancs et nuls | 117          | 4,58         | 133         | 5,04        |
| Exprimés       | Exprimés         | Exprimés       | 2 438        | 95,42        | 2 504       | 94,96       |

*sortant

### Canton de Montmirey-le-Château
| Candidats      | Candidats        | Étiquette      | Premier tour | Premier tour | Second tour | Second tour |
| Candidats      | Candidats        | Étiquette      | Voix         | %            | Voix        | %           |
| -------------- | ---------------- | -------------- | ------------ | ------------ | ----------- | ----------- |
|                | Bernard Chauvin  | UDF            | 623          | 41,62        | 836         | 100,00      |
|                | Dominique Athias | RPR            | 387          | 25,85        | Retrait     | Retrait     |
|                | Pierre Chavanon  | PS             | 181          | 12,09        |             |             |
|                | Hervé Saint-Paul | Verts          | 122          | 8,15         |             |             |
|                | Pascal Mermoz    | FN             | 90           | 6,01         |             |             |
|                | Hervé Lavenir    | DVD            | 63           | 4,21         |             |             |
|                | Mario Luchin     | PCF            | 31           | 2,07         |             |             |
|                |                  |                |              |              |             |             |
| Inscrits       | Inscrits         | Inscrits       | 2 052        | 100,00       | 2 052       | 100,00      |
| Abstention     | Abstention       | Abstention     | 500          | 24,37        | 912         | 44,44       |
| Votants        | Votants          | Votants        | 1 552        | 75,63        | 1 140       | 55,56       |
| Blancs et nuls | Blancs et nuls   | Blancs et nuls | 55           | 3,54         | 304         | 26,67       |
| Exprimés       | Exprimés         | Exprimés       | 1 497        | 96,46        | 836         | 73,33       |

### Canton de Morez
| Candidats      | Candidats        | Étiquette      | Premier tour | Premier tour | Second tour | Second tour |
| Candidats      | Candidats        | Étiquette      | Voix         | %            | Voix        | %           |
| -------------- | ---------------- | -------------- | ------------ | ------------ | ----------- | ----------- |
|                | Roland Carminati | RPR            | 1 340        | 27,71        | 2 228       | 55,01       |
|                | Christian Delval | PS             | 880          | 18,20        | 1 822       | 44,99       |
|                | Gabriel Morel    | FN             | 850          | 17,58        |             |             |
|                | Guy Cornet       | DVD            | 780          | 16,13        |             |             |
|                | Serge Favre      | GE             | 482          | 9,97         |             |             |
|                | Michel Guerin    | Verts          | 312          | 6,45         |             |             |
|                | Gérard Bourcevet | PCF            | 192          | 3,97         |             |             |
|                |                  |                |              |              |             |             |
| Inscrits       | Inscrits         | Inscrits       | 8 685        | 100,00       | 8 685       | 100,00      |
| Abstention     | Abstention       | Abstention     | 3 514        | 40,46        | 4 124       | 47,48       |
| Votants        | Votants          | Votants        | 5 171        | 59,54        | 4 561       | 52,52       |
| Blancs et nuls | Blancs et nuls   | Blancs et nuls | 335          | 6,48         | 511         | 11,20       |
| Exprimés       | Exprimés         | Exprimés       | 4 836        | 93,52        | 4 050       | 88,80       |

### Canton de Nozeroy
| Candidats      | Candidats      | Étiquette      | Premier tour | Premier tour |
| Candidats      | Candidats      | Étiquette      | Voix         | %            |
| -------------- | -------------- | -------------- | ------------ | ------------ |
|                | Claude Muyard* | DVD            | 1 315        | 84,03        |
|                | Claude Vannier | FN             | 151          | 9,65         |
|                | Pierre Murat   | PCF            | 99           | 6,33         |
|                |                |                |              |              |
| Inscrits       | Inscrits       | Inscrits       | 2 441        | 100,00       |
| Abstention     | Abstention     | Abstention     | 686          | 28,10        |
| Votants        | Votants        | Votants        | 1 755        | 71,90        |
| Blancs et nuls | Blancs et nuls | Blancs et nuls | 190          | 10,83        |
| Exprimés       | Exprimés       | Exprimés       | 1 565        | 89,17        |

*sortant

### Canton des Planches-en-Montagne
| Candidats      | Candidats             | Étiquette      | Premier tour | Premier tour |
| Candidats      | Candidats             | Étiquette      | Voix         | %            |
| -------------- | --------------------- | -------------- | ------------ | ------------ |
|                | Michel Chavetnoir*    | DVD            | 673          | 66,83        |
|                | Gérard Roy            | Verts          | 211          | 20,95        |
|                | Thierry Della-Signora | FN             | 68           | 6,75         |
|                | Dominique Gaudy       | PCF            | 55           | 5,46         |
|                |                       |                |              |              |
| Inscrits       | Inscrits              | Inscrits       | 1 613        | 100,00       |
| Abstention     | Abstention            | Abstention     | 504          | 31,25        |
| Votants        | Votants               | Votants        | 1 109        | 68,75        |
| Blancs et nuls | Blancs et nuls        | Blancs et nuls | 102          | 9,20         |
| Exprimés       | Exprimés              | Exprimés       | 1 007        | 90,80        |

*sortant

### Canton de Sellières
| Candidats      | Candidats            | Étiquette      | Premier tour | Premier tour | Second tour | Second tour |
| Candidats      | Candidats            | Étiquette      | Voix         | %            | Voix        | %           |
| -------------- | -------------------- | -------------- | ------------ | ------------ | ----------- | ----------- |
|                | Jean-Jacques Brandon | RPR            | 718          | 40,22        | 871         | 49,49       |
|                | Robert Tournier      | PS             | 609          | 34,12        | 889         | 50,51       |
|                | Michel Clerc         | PS             | 348          | 19,50        |             |             |
|                | Alain Lafontaine     | FN             | 110          | 6,16         |             |             |
|                |                      |                |              |              |             |             |
| Inscrits       | Inscrits             | Inscrits       | 2 431        | 100,00       | 2 430       | 100,00      |
| Abstention     | Abstention           | Abstention     | 536          | 22,05        | 553         | 22,76       |
| Votants        | Votants              | Votants        | 1 895        | 77,95        | 1 877       | 77,24       |
| Blancs et nuls | Blancs et nuls       | Blancs et nuls | 110          | 5,80         | 117         | 6,23        |
| Exprimés       | Exprimés             | Exprimés       | 1 785        | 94,20        | 1 760       | 93,77       |

### Canton de Villers-Farlay
| Candidats      | Candidats              | Étiquette      | Premier tour | Premier tour | Second tour | Second tour |
| Candidats      | Candidats              | Étiquette      | Voix         | %            | Voix        | %           |
| -------------- | ---------------------- | -------------- | ------------ | ------------ | ----------- | ----------- |
|                | Jean-Marie Sermier     | UDF            | 526          | 25,68        | 749         | 37,10       |
|                | Michel Junod           | UDF            | 373          | 18,21        | 484         | 23,97       |
|                | Claude Léqué*          | RPR            | 372          | 18,16        | 459         | 22,73       |
|                | Annick Vernus          | PS             | 272          | 13,28        | 327         | 16,20       |
|                | Jean Perrotin          | DVD            | 172          | 8,40         |             |             |
|                | Louis Nicot            | FN             | 132          | 6,45         |             |             |
|                | Marie-Louise Camersini | PS             | 105          | 5,13         |             |             |
|                | Charles Rolet          | PCF            | 96           | 4,69         |             |             |
|                | Philippe Hagopian      | PRG            | 0            | 0,00         |             |             |
|                |                        |                |              |              |             |             |
| Inscrits       | Inscrits               | Inscrits       | 2 716        | 100,00       | 2 718       | 100,00      |
| Abstention     | Abstention             | Abstention     | 571          | 21,02        | 640         | 23,55       |
| Votants        | Votants                | Votants        | 2 145        | 78,98        | 2 078       | 76,45       |
| Blancs et nuls | Blancs et nuls         | Blancs et nuls | 97           | 4,52         | 59          | 2,84        |
| Exprimés       | Exprimés               | Exprimés       | 2 048        | 95,48        | 2 019       | 97,16       |

*sortant